# Molophilus (Lyriomolophilus) buckenbowra
Molophilus (Lyriomolophilus) buckenbowra is een tweevleugelige uit de familie steltmuggen (Limoniidae). De soort komt voor in het Australaziatisch gebied.